# Broncografía
La Broncografía es un examen radiográfico de los bronquios, consiste en la introducción  directa en el árbol bronquial de una sustancia de contraste. Se ejecuta a menudo con la bronscopia o con la traqueo-bronscopia. La sustancia del contraste es hidrosoluble y resulta opaca a los rayos X formando una pátina que hace los bronquios visibles (que normalmente no se verían a Rayos X), y permite ver, hasta las distribuciones más finas. Ha sido utilizado para localizar tumores de enfermedades inflamatorias malignas y para evidenciar malformaciones en los bronquios. Sin embargo este método está actualmente en desuso pues hay otras formas de localizar los tumores y no son tan arriesgadas como la broncografía. La broncografía fue hecha por primera vez y descubierta en 1935.